# Therates bannokcolus
Therates bannokcolus (лат.) — вид жуков-скакунов рода Therates из семейства жужелицы (Carabidae).

## Распространение
Лаос (Borikhamxai, Khammouan).

## Описание
Длина от 5,7 до 6,9 мм. Тело с металлическим блеском. От близких видов отличается сочетанием коротких усиков,  вершины надкрылий без отметин и их небольшой базальной точки. Голова блестящая зеленовато-чёрная. Мандибулы желтоватые, зубцы по краю буроватые. Верхняя губа шире своей длины, желтоватая, с шестью вершинными зубцами и одним боковым зубцом. Губные и максиллярные щупики желтоватые. Наличник голый. Лоб гладкий. Переднеспинка блестящая зеленовато-чёрная, её длина равна ширине, сужена спереди и сзади. Надкрылья блестящие чёрные с коричневато-жёлтыми отметинами. Брюшная сторона чёрная. Ноги желтоватые, голени и лапки несколько затемнены дистально.